# Абакумова, Варвара Фёдоровна
Варва́ра Фёдоровна Абаку́мова (в замужестве До́ля) — звеньевая колхоза «Вперёд» (близ Кизляра) Грозненской области, Герой Социалистического Труда.

## Биография
Родилась 10 декабря 1925 года.
В 1941 году окончила 7 классов и стала работать в колхозе «Вперёд». Вскоре стала звеньевой. В 1948 году звено под руководством Абакумовой получило 179,8 центнера винограда с гектара. 17 сентября 1949 года Абакумовой было присвоено звание Героя Социалистического Труда с вручением Ордена Ленина и золотой медали «Серп и Молот». В дальнейшем её звено продолжало показывать высокие результаты.
Абакумова впоследствии вышла замуж и сменила фамилию. Проживала в пос. Винсады Ставропольского края.